# 2024년 하계 올림픽 피지 선수단
피지는 2024년 7월 26일부터 8월 11일까지 파리에서 열리는 2024년 하계 올림픽에 참가했다. 1956년 국가 데뷔 이후 피지 선수들은 두 차례를 제외하고 모든 하계 올림픽에 출전했다. 피지는 1964년 도쿄 하계 올림픽에 선수 등록을 하지 못했고, 결국 모스크바가 1980년 하계 올림픽을 개최하자 미국 주도의 보이콧에 동참했다.

## 출전 선수
| 종목   | 남자 | 여자 | 전체 |
| ------ | ---- | ---- | ---- |
| 육상   | 1    | 0    | 1    |
| 유도   | 1    | 0    | 1    |
| 럭비   | 12   | 12   | 24   |
| 요트   | 1    | 1    | 2    |
| 수영   | 1    | 1    | 2    |
| 탁구   | 1    | 0    | 1    |
| 태권도 | 0    | 2    | 2    |
| 전체   | 17   | 16   | 33   |

## 메달 집계
| 종목 | 1 | 2 | 3 | 합계 |
| 종목 | ' | ' | ' | '    |
| 종목 | ' | ' | ' | '    |
| 종목 | ' | ' | ' | '    |
| 합계 | ' | ' | ' | '    |

## 같이 보기
- 2024년 하계 올림픽